# Enrique Villalobos Quirós
Enrique Villalobos Quirós (San José, 1947) es un abogado, periodista y escritor costarricense, primer novelista de novela policiaca del país.

## Biografía
Cursó estudios primarios en la Escuela Buenaventura Corrales y el Colegio Seminario, se graduó como periodista en la Universidad de Navarra en Pamplona, España. En Roma cursó también cursó Filosofía y Letras. En la Universidad de Costa Rica se graduó como abogado y notario en 1983.
En el 2006. obtuvo el grado de maestría en Derecho Constitucional, otorgado por la Universidad Estatal a Distancia (Uned).

Ejerció como redactor en periódicos como La Nación, La República y La Prensa Libre. 
Actualmente 2023.  es catedrático de la Universidad Autónoma de Centro América y de la Universidad Estatal a Distancia donde se desempeña como profesor de periodismo. 
También fue presidente del Colegio de Periodistas.

## Carrera como escritor
Villalobos se destacó por ser el primer autor costarricense en publicar una novela detectivesca titulada Huellas de Ceniza en 1993. La novela rompe con los esquemas clásicos de la investigación deductiva asemejándose más al estilo de novela negra, cuyo protagonista, el detective privado Manuel Quirós, se envuelve en situaciones peligrosas y no es un mero "deductor". A dicha novela siguieron dos; El eclipse de los sátiros (la secuela) y Crónica de un amor en Paso de la Vaca.